# Christina Beinhoff
Christina Beinhoff (* 21. Januar 1967) ist eine deutsche Diplomatin. Seit 2021 ist Beinhoff gemeinsam mit ihrem Mann Joachim Bertele per Job sharing Botschafterin der Bundesrepublik Deutschland im Königreich Schweden.

## Leben
Beinhoff ist mit dem deutschen Diplomaten Joachim Bertele verheiratet und hat zwei Kinder.
Sie legte 1991 das Erste juristische Staatsexamen ab und absolvierte das Rechtsreferendariat von 1993 bis 1996 bei dem Landgericht Köln. Das Zweite juristische Staatsexamen folgte 1997.
Vor ihrem Eintritt in den Auswärtigen Dienst war Beinhoff von 1997 bis 1998 Referentin im Bundesministerium für Wirtschaftliche Zusammenarbeit und Entwicklung, Bonn. Von 1998 bis 1999 war sie an der Ständigen Vertretung der Bundesrepublik Deutschland bei den Vereinten Nationen in New York als Referentin in der Wirtschaftsabteilung tätig.

## Laufbahn
Nach ihrem Eintritt in den Auswärtigen Dienst im Jahr 1999 absolvierte Beinhoff bis 2001 zunächst den Vorbereitungsdienst für den höheren auswärtigen Dienst. Ihre erste Verwendung führte sie von 2001 bis 2004 als Referentin für Wirtschaft sowie Rechts- und Konsularangelegenheiten an die Botschaft Seoul. Es folgte eine Verwendung in der Zentrale des Auswärtigen Amts, wo sie von 2004 bis 2007 im Arbeitsstab Menschenrechte der Abteilung für Globale Fragen eingesetzt war. Von 2007 bis 2010 wurde sie als Referentin für Politik an der Botschaft Paris verwendet. Zurück in der Zentrale war sie von 2010 bis 2014 Personalentwicklerin für den höheren Dienst in der Zentralabteilung.
Sie wechselte anschließend bis 2015 als politische Beraterin mit Zuständigkeit für die Länder des postsowjetischen Raums in das Bundesministerium der Verteidigung. Ein erneuter Einsatz in der Zentralabteilung des Auswärtigen Amts  von 2015 bis 2018 bestand in der Leitung des Referats für Immobilienmanagement im Ausland. Aus dieser Funktion wurde sie 2018 zur Beauftragten für Infrastruktur und Sicherheit, Besoldungsgruppe B6, befördert. Von August 2019 an war sie Leiterin der Gruppe Außen- und Sicherheitspolitik im Bundeskanzleramt. Seit dem 10. August 2021 ist sie Co-Botschafterin in Stockholm und wechselt sich mit ihrem Ehemann alle acht Monate in der Leitung der Auslandsvertretung ab.